# Karl von Larisch
Pour les articles homonymes, voir Larisch.
Karl Heinrich Kuno von Larisch (né le 2 août 1824 à Kümmritz et mort le 3 octobre 1903 à Böckey, arrondissement de Lüben) est un général de cavalerie prussien.

## Biographie

### Origine
Karl von Larisch naît le 2 août 1824 à Kümmritz,.
Il est un fils du major prussien Georg Karl Heinrich von Larisch (1786-1858) et sa femme Ida, née von Stammer (de) (1798-1876) de la branche de Görlsdorf,. Son frère aîné Alfred (1819-1897) est ministre d'État ducal d'Anhalt et propriétaire foncier de Kümmritz.

### Carrière militaire
Larisch étudie aux lycées de Luckau et de Berlin. Le 21 novembre 1841, il s'engage dans le 6e régiment de cuirassiers de l'armée prussienne et est promu sous-lieutenant en septembre 1843. En tant que tel, il est adjudant de régiment d'avril 1847 à mi-septembre 1850, puis passe au 5e régiment de cuirassiers. Après avoir été brièvement affecté à la tête de l'escadron de réserve, Larisch est commandé à Dantzig le 16 décembre 1854 en tant qu'adjudant de la 2e brigade de cavalerie et promu premier lieutenant en novembre 1855. Libéré de ce commandement, Larisch devient Rittmeister le 12 avril 1859 et est commandé pour un an comme chef d'escadron au 5e régiment de cavalerie lourde de Landwehr à Wohlau. Il est ensuite affecté comme chef d'escadron au 2e régiment combiné d'uhlans, qui donne naissance au 10e régiment d'uhlans (pl). Larisch est nommé chef d'escadron le 1er juillet 1860 et muté le 25 juin 1864 à Glogau en tant qu'adjudant de la 9e division d'infanterie. Dans cette position, il devient major le 3 avril 1866 et est commandé comme officier d'état-major général à la division combinée landwehr-cavalerie du 1er corps de réserve pour la durée de la mobilisation à l'occasion de la guerre contre l'Autriche. Après l'accord de paix, Larisch devient officier d'état-major dans le nouveau 15e régiment de dragons et, après à peine trois ans, est nommé commandant du 7e régiment de cuirassiers le 21 octobre 1869. C'est à ce poste qu'il est promu lieutenant-colonel le 26 juillet 1870.
Après le début de la guerre contre la France, Larisch se casse le bras droit en tombant de cheval lors d'une marche à Dürkheim. Il doit alors abandonner son régiment et ne reprend le commandement qu'à la mi-septembre 1870 devant Paris. Larisch participe au siège de la capitale française et aux batailles d'Évreux, d'Alençon et de Bernay. Décoré de la croix de fer de 2e classe pour sa conduite, Larisch est promu colonel à la mi-janvier 1872 et est nommé le 15 juin 1875 commandant de la 5e brigade de cavalerie à Francfort-sur-l'Oder avec position à la suite de son régiment. Encore major général, il prend en charge le 11 novembre 1882 la 6e division d'infanterie à Brandebourg-sur-la-Havel et est promu dix jours plus tard au rang de lieutenant général. Avec l'attribution de l'ordre de l'Aigle rouge de 1re classe avec le ruban d'émail de l'ordre de la Couronne, Larisch est mis à disposition le 15 janvier 1887 avec la pension légale.
Après son départ, l'empereur Guillaume II lui confère encore le caractère de général de cavalerie le 20 septembre 1890.

### Famille
Larisch se marie le 8 juin 1854 à Elbing avec Marie von Cedestolpe (1838-1878). Les enfants suivants sont nés de ce mariage :
- Georg Karl Kuno Alfred (1856–1952), général d'infanterie prussien[9],[10]
- Ellen Martha (née en 1858) mariée le 23 juillet 1881 Harald von der Groeben (1856-1926), lieutenant général prussien[11]
- Gerhard Otto (né en 1863), capitaine prussien de la 2e régiment à pied de la Garde
- Ida Elisabeth Irmengard (née en 1875) mariée le 13 janvier 1905 avec Friedrich von der Lühe (de)

Après le décès prématuré de sa femme, Larisch se marie avec sa nièce Ernestine Johanne Marie von Larisch (1860-1944) le 24 septembre 1887.

### Mort
Karl von Larisch meurt le 3 octobre 1903 à Böckey,.